# John Gray (Ökonom)
John Gray (* 1724; † 1811) war ein englischer Verfasser politischer und ökonomischer Schriften.
Er ist nicht identisch mit dem von Marx in Zur Kritik der Politischen Ökonomie sowie in Band I des Kapital erwähnten utopischen Sozialisten, Owenisten und Ricardianer John Gray.

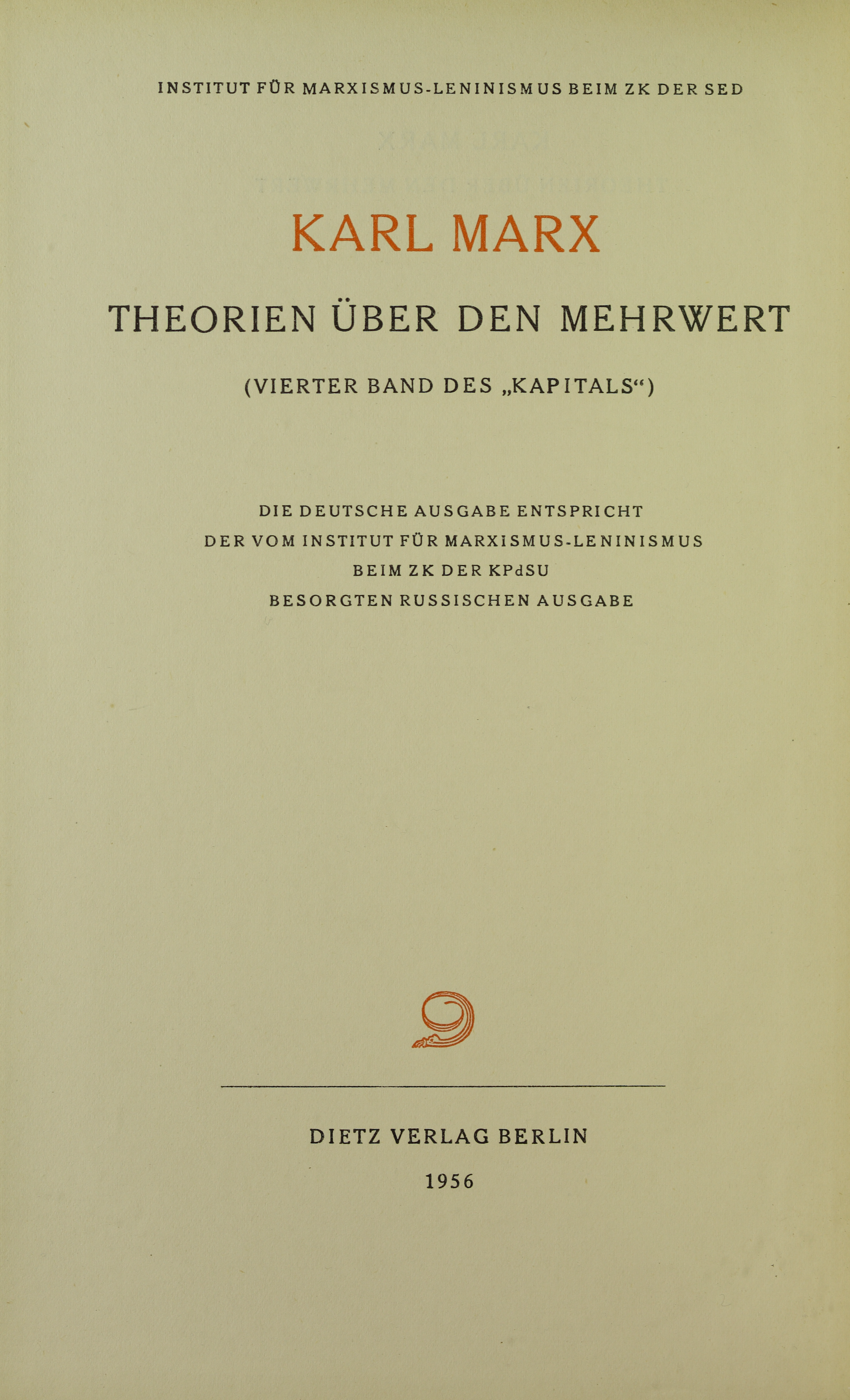
Theorien über den Mehrwert, 1956

Karl Marx exzerpierte Grays physiokratische Ansichten, die er polemisch gegen die Grundaristokratie entwickelt hatte, in Band I seiner Theorien über den Mehrwert. Marx bezeichnet Grays Essential Principles als die einzig bedeutende englische Schrift, die sich direkt an die Lehre der Physiokraten anschließe. Sie enthalte eine „sehr vorzügliche und gedrängte Zusammenfassung der physiokratischen Doktrin“. Gray leite richtig deren Ursprung aus John Locke und Jacob Vanderlint ab.
Grays Zusammenfassung zeige „sehr schön“, dass die „Privationstheorie“, die spätere Ökonomen („Entsagungstheorie“ des Senior oder „Spartheorie“ des Adam Smith) zur Grundlage der Kapitalbildung machten, direkt aus der physiokratischen Ansicht hervorgegangen sei, dass nämlich in der Industrie keinerlei Mehrwert geschaffen werde. Dass aber die Physiokraten überhaupt das Problem aufgeworfen haben, wie der Mehrwert (von Gray mit Revenue gleichgesetzt) produziert und reproduziert werde, nennt Marx deren große Leistung.
Im Anhang zu seinem Werk The Essential Principles of the Wealth of Nations etc. (London 1797) hat Gray einen Auszug aus James Andersons Agricultural Report for the County of Aberdeen abgedruckt.
Im Jahre 1802 hat er noch ein Buch über die Einkommensteuer veröffentlicht.

## Schriften
- The essential principles of the wealth of nations. Illustrated, in opposition to some false doctrines of Adam Smith, and others … 1797.